# American Life
American Life es el noveno álbum de estudio de la cantante estadounidense Madonna, publicado el 21 de abril de 2003 por Maverick Records y distribuido por Warner Bros. Producido en su totalidad por Madonna y Mirwais Ahmadzaï, presenta varias referencias a muchas características de la cultura estadounidense. Es un álbum conceptual con letras recurrentes sobre el sueño americano y el materialismo. Además, los temas rechazan la reputación que Madonna obtuvo en los años 1980 con su éxito «Material Girl». El álbum pertenece a los géneros pop, folktrónica y dance pop, además de que también presenta influencias de música acústica en varias canciones.
Tras su lanzamiento, American Life recibió reseñas variadas de los críticos musicales; algunos resaltaron su consistencia, pero la mayoría lo describió como un álbum «sobre Madonna» que era confuso. No obstante, pudo colocarse en la primera posición de las listas de once países. La Recording Industry Association of America (RIAA) y la British Phonographic Industry (BPI) lo certificaron con un disco de platino por vender más de un millón de copias en Estados Unidos y 300 000 en el Reino Unido, respectivamente. Además, estuvo entre los cuarenta álbumes más vendidos de 2003 y, desde su lanzamiento, comercializó alrededor de cinco millones de copias. American Life obtuvo dos nominaciones a los premios Grammy de 2004.
Se lanzaron cuatro sencillos del álbum. El primero, «American Life», obtuvo críticas negativas, incluso la revista Blender la nombró la novena peor canción de todos los tiempos. Se posicionó en el lugar 37 en los Estados Unidos y entró en las primeras diez posiciones de las listas de varios países. Su vídeo musical original causó controversia por mostrar escenas de violencia y guerra, y fue criticado al punto que se decidió retirarlo de rotación y publicar una versión editada. El siguiente sencillo, «Hollywood» fue su primer lanzamiento que no entró al Billboard Hot 100 desde 1983. «Nothing Fails» y «Love Profusion», tercer y cuarto sencillos, carecieron de promoción y tuvieron un rendimiento comercial pobre.
Madonna promocionó el álbum durante una pequeña gira de presentaciones entre abril y mayo de 2003. En los MTV Video Music Awards 2003, interpretó un popurrí de «Like a Virgin» y «Hollywood» al lado de Britney Spears, Christina Aguilera y Missy Elliott, durante el cual besó en los labios a Spears y Aguilera, lo que generó una gran controversia y publicidad. Madonna también se embarcó en su gira Re-Invention World Tour, la más exitosa de 2004, con una recaudación de US$ 125 millones. La gira fue capturada y narrada en un documental titulado I'm Going to Tell You a Secret.

## Antecedentes y desarrollo

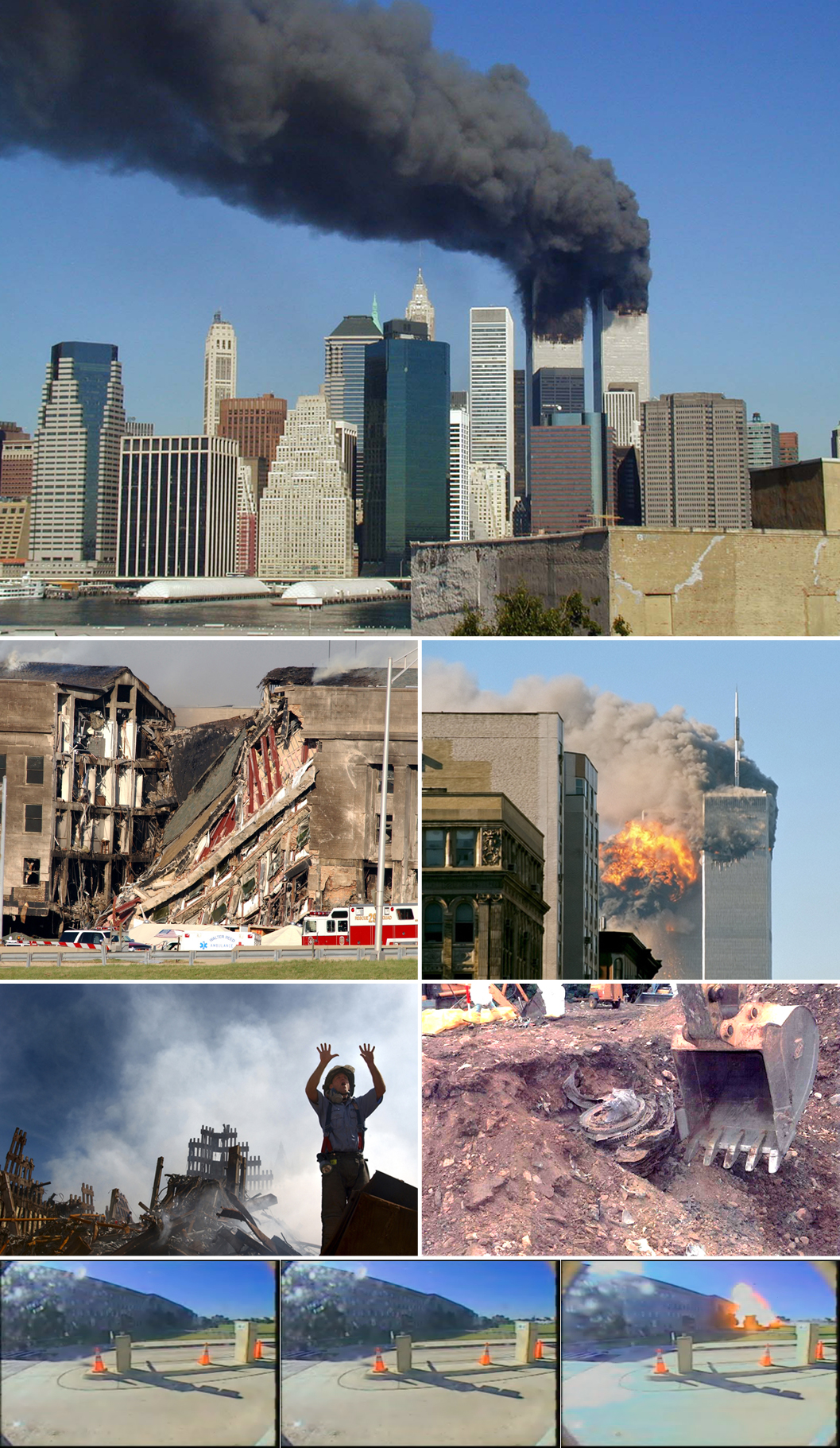
Los ataques del 11 de septiembre de 2001 influyeron a Madonna en el desarrollo del álbum

A principios de la década de 1990, Madonna se enfocó a trabajar en obras con temas provocativos, como el libro de imágenes eróticas Sex, el álbum inspirado en el sadomasoquismo Erotica, y el thriller erótico Body of Evidence, todo esto producto de lo que ella definió «mucha ira y enojo» dentro de sí misma. Sin embargo, con el comienzo del nuevo milenio, la vida de Madonna se volvió más tranquila, introspectiva y completa al lado de su esposo Guy Ritchie y sus hijos Lourdes y Rocco. De acuerdo a su biógrafo J. Randy Taraborrelli, la presencia de Ritchie en su vida tuvo un efecto tranquilizador, la hizo más madura y con un temperamento más calmado. Concentrada en su carrera musical, Madonna se mantuvo ocupada todo el año 2001 en su gira Drowned World Tour. El 11 de septiembre de 2001, terroristas suicidas secuestraron dos aviones de pasajeros y los estrellaron contra el World Trade Center, causando la muerte de casi 3000 personas. El acontecimiento tuvo un efecto profundo en la sociedad estadounidense y el estado de ánimo cultural fue de desolación y paranoia. La gente, incluso Madonna, comenzó a hacer preguntas sobre su cultura y el sueño americano, que había sido un ideal duradero para muchos. Cuando comenzó a trabajar en su noveno álbum de estudio, quería obtener respuestas a sus preguntas, en particular, una respuesta apropiada al desastre del 11-S y la consiguiente Guerra de Irak. Creía que en los meses posteriores la guerra cambiaría la atmósfera política en todo el país, y quería expresar esto en su disco.
Como en su álbum de 2000, Music, Madonna colaboró con el productor y DJ francés Mirwais Ahmadzaï. Interesada en adaptar su música y a ella misma a las composiciones contemporáneas, Madonna se inspiró en los trabajos más recientes de Massive Attack y Lemon Jelly. «Partimos de la idea de poner los mundos de la música acústica y electrónica juntos», dijo la cantante. «Es otro paso hacia adelante, porque nunca he querido repetirme a mí misma. No quiero nunca repetirme o hacer el mismo disco dos veces». American Life fue el último disco de Madonna con Maverick Records y también marcó el final de una historia de grabación de once años con la discográfica. En una entrevista con la cadena VH1, la intérprete habló sobre sus veinte años en la industria y reveló las motivaciones detrás del álbum, al argumentar que las «cosas materiales» no eran importantes. «Tengo muchas cosas "materiales" y tengo muchas creencias sobre las cosas y lo que es importante, y miro a los veinte años detrás de mi y me doy cuenta de que muchas de las cosas que había valorado no eran importantes». Cuando discutía sobre sus ideas al momento de concebir el álbum, le expresó a la revista Q que por sus dos décadas en el negocio del entretenimiento ya tenía una opinión correcta sobre la fama y la fortuna y sus peligros, lo cual sería la base del disco.

## Escritura e inspiración

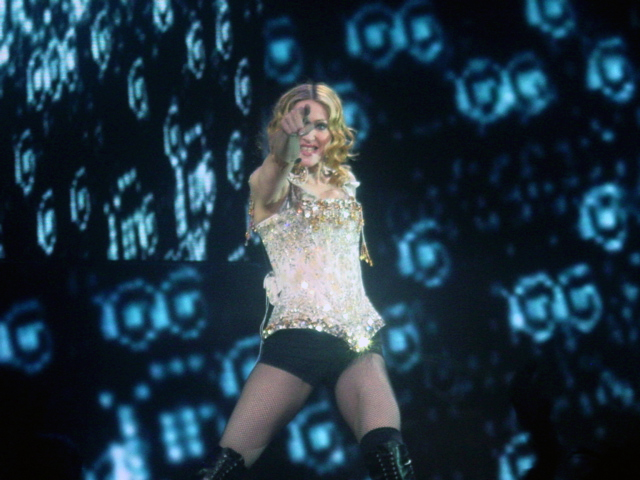
Madonna interpretando la quinta pista del álbum, «Nobody Knows Me», durante la gira Re-Invention World Tour de 2004

Cuando Madonna comenzó a escribir las canciones para el proyecto, se inspiraba por distintas situaciones, como cuando tomaba una lección de guitarra y tenía una idea, o a veces Ahmadzaï le enviaba una maqueta sin la progresión armónica básica. Todos los temas de American Life se compusieron y escribieron de esta forma. Al explicar su proceso de composición, Madonna comentó a la revista Q que; «La música tiene que tocar mi cerebro en términos de letras. A veces escribo versos sueltos. Tengo un diario en el que anoto las ideas que obtengo de periódicos y libros». Madonna también recordó la depresión existencialista de Ahmadzaï sobre la condición de la sociedad que los rodeaba, así como las largas discusiones que mantenían hasta altas horas de la noche, que finalmente se reflejaron en las composiciones como la ansiedad que sentían en sus corazones. Algunos autores consideraron American Life como un álbum conceptual sobre los temas políticos en torno a los Estados Unidos; Madonna explicó: «Creo que Estados Unidos ha cambiado con los años y que muchos de nuestros valores parecen estar materialmente orientados y ser tan superficiales. Todos parecemos estar tan obsesionados con la fama solo porque sí, sin importar qué — vende tu alma al diablo si es necesario». Madonna recordó que todos estos juicios y reflexiones habían salido a relucir en la composición de las tres primeras canciones, «American Life», «Hollywood» y «I'm So Stupid». John Norris de MTV las describió como una trilogía y un indicador de la revaloración que Madonna hizo de su vida y las cosas que deseaba dejar atrás. La cantante estuvo en parte de acuerdo, y añadió que cada pista es una extensión de la otra, y retratan su deseo de dejar de darle importancia a aquellas cosas que no lo merecen, y como podría salir de esa «ilusión». Madonna también habló con MTV acerca de la temática anti-materialista en el álbum y de las experiencias personales que llevaron a su composición:

«¿Quien mejor para decir esas cosas que alguien que las ha experimentado? (La gente puede decir:) "¿Cómo puedes decir que no importan? ¿Cómo puedes decir que el dinero no te traerá felicidad si no tienes mucho dinero? ¿Cómo puedes decir que la fama y la fortuna no garantizan felicidad, alegría y satisfacción en tu vida?" Tienes que experimentar para saber. Porque tienes esas cosas, yo he tenido esas cosas y no he tenido nada más que caos a mi alrededor. Así que solo estoy compartiendo lo que sé con el mundo. Porque creo que nos hemos consumido completamente por ser ricos y famosos, nuestra sociedad lo ha hecho. Y solo quiero decirle a la gente, "créanme, tengo todas esas cosas y ninguna de ellas me ha traído un minuto de felicidad"».
Madonna

El glamoroso mundo de Hollywood también le sirvió de inspiración, especialmente en la segunda pista del mismo nombre. Descrita como una metáfora, Madonna declaró: «en Hollywood puedes perder la memoria y tu visión del futuro. Puedes perderlo todo porque puedes perderte a ti mismo». El inicio del álbum puso en claro lo que no es importante para ella, de modo que Madonna se pudo concentrar en aquello que sí importa. Así, en contraste con las tres primeras pistas, las siguientes canciones de American Life también tratan problemas cercanos a la situación de la cantante, como su relación con sus padres en «Mother and Father». Su madre murió a causa del cáncer de mama cuando Madonna tenía cinco años, y para ella la canción fue «una forma de dejar atrás la tristeza y seguir adelante». De acuerdo a Lucy O'Brien, autora de Madonna: Like an Icon, otro concepto clave en American Life fue el de «la nada». Esto es evidente en los títulos de canciones como «Nobody Knows Me» y «Nothing Fails» y el uso del «no» en «Love Profusion». Al utilizar un tono negativo Madonna pudo ser sarcástica con las suposiciones que el público tiene de ella y enfatizar su conocimiento sobre el romance. Pero «Nothing Fails» se convirtió en la pieza central del tríptico de canciones de amor para Ritchie, junto con «Intervention» y «X-Static Process». Aunque comenzó como una melodía sencilla que el músico y productor Guy Sigsworth escribió para su esposa, «Nothing Fails» también contiene letras escritas por la cantante Jem Archer, quien fue invitada a colaborar con Sigsworth y Madonna durante las primeras sesiones de grabación. La pista es seguida por «Intervention» y «X-Static Process», ambas inspiradas en el sonido folk de Joan Báez con letras reflexivas y emotivas. El ambiente reflexivo continuó con el último tema «Easy Ride», inspirado en la alegoría de un ciclo vital y simboliza la vida de la cantante.

## Grabación y mezcla
El álbum fue compuesto y producido en su mayoría por Madonna y Mirwais Ahmadzaï. Ambos habían colaborado anteriormente en el octavo álbum de estudio de Madonna Music. Las sesiones de grabación iniciaron a finales de 2001, después fueron interrumpidas para que Madonna filmara la película Swept Away en Malta y estelarizara la obra Up for Grabs en West End. A finales de 2002 regresó a los Olympic Recording Studios y Sarm West Studios, y finalizó las sesiones en Londres y Los Ángeles a principios de 2003. Para la instrumentación de algunas pistas, Ahmadzaï tocó la guitarra y Stuart Price el piano, mientras que Tom Hannen y Simon Changer trabajaron como ingenieros asistentes.
| «Cuando digo que la tecnología no es muy aparente, estoy pensando en un pista como "I'm So Stupid". Es uno de los temas más innovadores del álbum. La voz empieza muy lentamente; luego, la congelé usando el Roland VP-9000. Es la única máquina que puede hacer esto. No es repetir una parte, es congelarla. Cuando canta "Aaaaaahhhhhh", la voz se congela. Es una pista delicadamente modificada. Suena natural, pero no es natural». —Ahmadzaï hablando sobre la grabación de «I'm So Stupid». |

A diferencia de Music, Madonna también enlistó a Ahmadzaï como compositor en American Life, lo que resultó en la completa adaptación de Madonna al estilo y sonido del productor. Ahmadzaï explicó que había algunas influencias de su obra, pero que Madonna quería que el álbum tuviera una estructura minimalista. Esto fue beneficiosos para él, dado que no le gusta trabajar con mucha gente para así poder crear una colaboración más estrecha. Como la música electrónica ya era popular, el productor sintió que era necesario regresar a sus raíces underground y concentrarse en la composición, en vez de los aspectos técnicos de la grabación y mezcla. Al describirle como una composición modificada, mencionó que el concepto «puede sonar simple en un principio, incluso tosco. Pero cuando pones atención, hay mucha tecnología debajo». Este enfoque fue imperativo para American Life. Grabado en tres estudios diferentes usando el propio equipo de Ahmadzaï junto con las consolas de mezcla del estudio, el proceso de grabación a menudo fue laborioso, pero no fue tan intenso en cuanto a arreglos se refiere. Acerca de la composición musical, Ahmadzaï le dijo a la revista Remix: «Intentamos sub-producir muchas pistas para hacerlas sonar más toscas que una producción internacional de pop promedio. Queríamos hacer algo totalmente moderno y futurístico pero no muy evidente. Tienes que ser muy minimalista y elegir cada sonido cuidadosamente. Algunas pistas se compusieron en un gran estudio; esto puede ser muy peligroso porque puedes perder perspectiva. Pero todas las bases iniciales de las melodías se hicieron en el estudio de mi casa».
American Life está repleto de las técnicas de producción características de Ahmadzaï, como tartamudear la voz y los instrumentos, tonos oscilantes que recuerdan a las pulsaciones de un sonar de los años 1950, voces modificadas con gruñidos y chillidos y tratamientos que hacen que la música se detenga entre los ritmos. El productor esperaba que el uso de la tartamudez se convirtiera en una práctica común en el mundo de la grabación del futuro. Creía que la gente pensaba que no era natural el saltarse y tartamudear la música. Con la ayuda de Pro Tools, detenía el audio en cualquier punto que deseara y cambiaba el ritmo de la pista. Cuando Madonna habló sobre la grabación de «American Life» dijo que Ahmadzaï la había alentado a hacer un rap espontáneo sobre todas las cosas materialistas que ella misma había usado o hecho: «Porque siempre estaba tomando lattes de soya en el estudio y conducía mi Mini Cooper al estudio, y fue así como: "De acuerdo, solo déjame hablar acerca de las cosas que me gustan". Así que lo hice y fue una improvisación total y obviamente quedo mal al principio, pero logré organizar todos mis pensamientos, los escribí y luego los perfeccioné con el tiempo. Así que fue algo totalmente espontáneo».

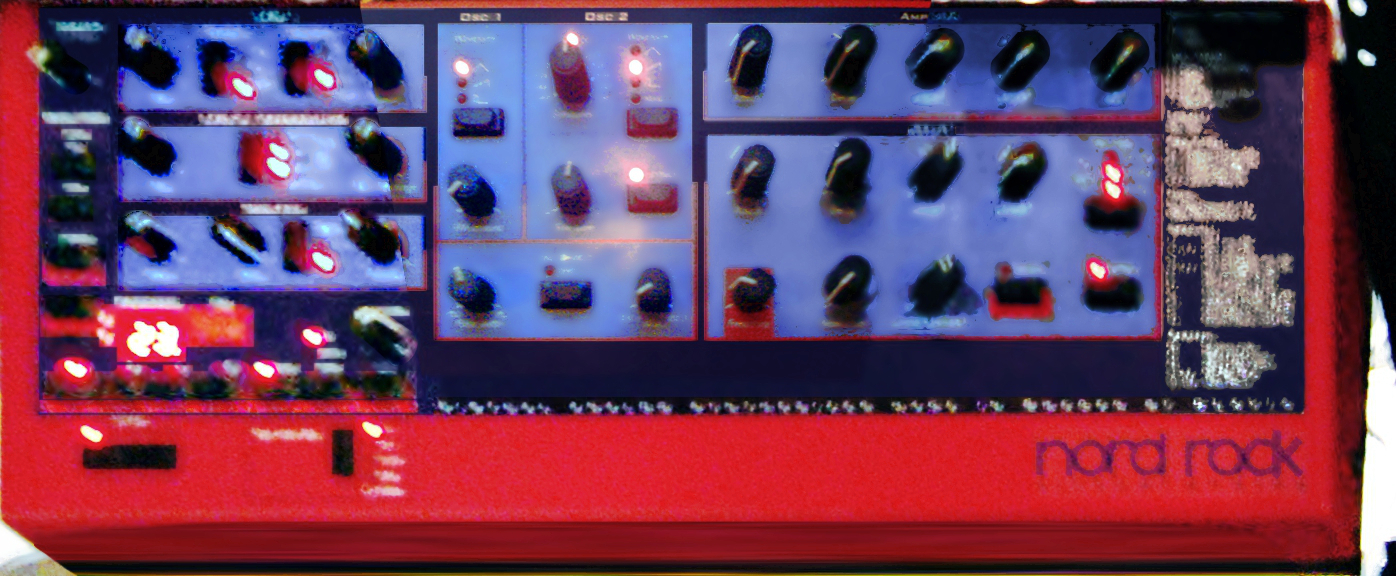
Para grabar «Hollywood», se utilizó inicialmente un sintetizador Nord Lead, pero Ahmadzaï tuvo problemas con él

Para «Hollywood», utilizó una batería y percusiones de un E-mu Emulator y también añadió percusiones extra para darle una vibra antigua y disco a la canción. Con el fin de obtener un fuerte sonido de bajo sintetizado, Ahmadzaï utilizó un sintetizador Nord Lead con muchas maniobras de filtración. Pero enfrentó problemas con él, y en su lugar optó por trabajar con una consola Yamaha O2R. No quería que «Hollywood» sonara como la música que se tocaba en los clubes nocturnos, así que grabó la voz de Madonna con mucha compresión en sus audífonos. Se utilizaron dos máquinas para la edición de voces en «Hollywood». Madonna prefería la extensión Auto-Tune de Antares, mientras que Ahmadzaï eligió un pitch shifter de AMS. Madonna quería utilizar el Auto-Tune porque deseaba que «Hollywood» tuviera un ritmo más bailable, aunque Ahmadzaï pensara lo contrario. Para añadir las pulsaciones, experimentó programando las percusiones en Logic Pro y cambió el tiempo de las pulsaciones. El productor combinó distintos samples de sus propios proyectos hasta encontrar un sonido nuevo y diferente. La mezcla estuvo a cargo de Mark «Spike» Stent en los Westlake Recording Studios de West Hollywood, California, mientras que Tim Young hizo la masterización en los Metropolis Studios de Londres. Por su parte, Michael Colombier realizó los arreglos de cuerdas con la ayuda de Geoff Foster como el ingeniero de cuerdas en los AIR Studios.

## Música y letras
| «Mother and Father» es una forma de librarme del dolor causado por la muerte de mi madre, pero sin ponerme una medalla por encontrar mi camino en la vida sin siquiera pedir compasión solo porque pasé tiempos difíciles. Ni lo uso como excusa, como «soy rebelde porque sufrí un mal rato cuando era niña». Todas estas excusas son basura, porque al final tienes que ser responsable de tus propias acciones. —Madonna sobre «Mother and Father». |

Sal Cinquemani de Slant Magazine comentó que «Madonna no pudo haber tenido la intención de hacer un álbum pop. American Life es un álbum folk en la más pura definición del término — y eso se refleja en el mismo título». Greg Kot del Chicago Tribune lo calificó como un álbum «electro-folk» con ritmos electrónicos y toques sintéticos. «American Life», el tema que abre y le da nombre al álbum, empieza con la voz de Madonna preguntando: Am I gonna be a star? should I change my name? (en español: «¿Voy a ser una estrella? ¿Debería cambiar mi nombre?»), la letra luego se convierte en lo que Rikky Rooksby de The Complete Guide to the Music de Madonna considera «una queja acerca de la vida moderna». La letra acompaña una «enérgica figura de ocho tiempos de sintetizador» sincronizada con un tambor y ritmos de bajo. Después de tres minutos Madonna realiza un rap nombrando a todas las personas que trabajan para ella. «Hollywood», el segundo tema y sencillo del álbum, abre con sonidos de pájaros cantando antes de que una guitarra acústica inicie una secuencia de cuatro acordes, la cual ha sido comparada con trabajos de la banda Red Hot Chili Peppers. La textura crece al añadirse percusiones y sintetizadores, hasta que después de un minuto la parte instrumental desaparece, dejando solo la voz de Madonna y la guitarra acústica como acompañamiento. Durante la secuencia final, Madonna hace un rap, al igual que en la primera canción, repitiendo la frase Push the button («aprieta el botón»). La letra, como en la anterior, discute la cultura y codicia estadounidense enfocándose en Hollywood, California, como un lugar de estrellas y sueños ilusorios.

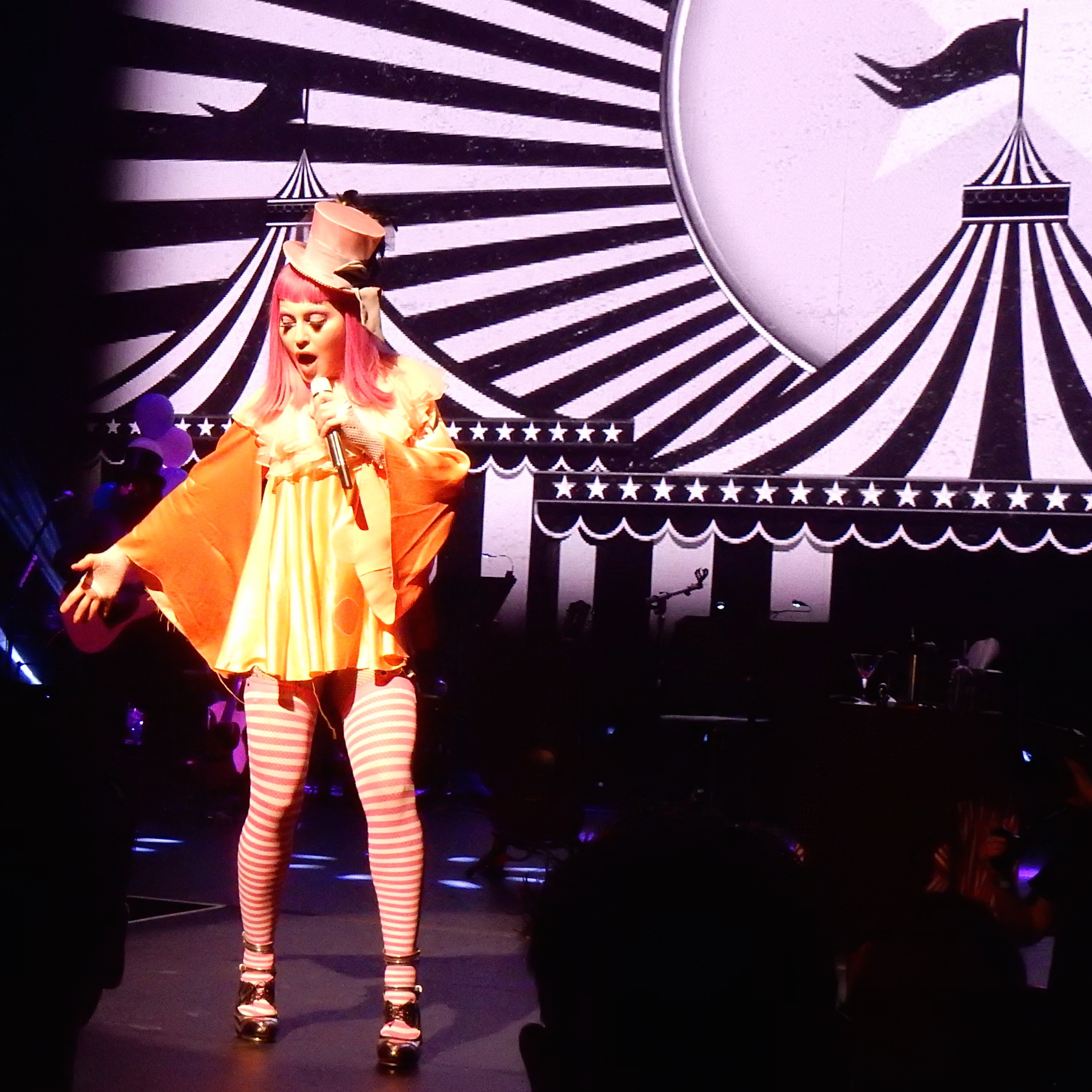
Madonna cantando «I'm So Stupid», tercera pista del álbum, durante el concierto Madonna: Tears of a Clown (2016)

La siguiente pista, «I'm So Stupid», incluye una introducción de dos acordes con una guitarra eléctrica que lleva a una sección con leves percusiones, y después la guitarra cambia a tres acordes. La composición continúa siendo en su mayoría menor, pero a los 2:15, sintetizadores a diferentes alturas cambian maniáticamente, y para el final, se vuelven menos prominentes y las guitarras ganan importancia. Líricamente, la canción expresa desilusión cuando Madonna canta I used to live in a fuzzy dream («Solía vivir en un sueño borroso») y It was just greed («Era solo codicia»), también proclama que solía ser Stupider than stupid («Más estúpida que un estúpido») antes de finalizar diciendo Everybody's stupid («Todos son estúpidos»). El cuarto tema es «Love Profusion», que comienza con otra introducción en guitarra acústica, el bajo y las percusiones marcan el ritmo y a esta se le añaden cuerdas sintetizadas conforme avanza la canción. Vocalmente, se repite la línea I got you under my skin («Te tengo debajo de mi piel»), mientras que una voz masculina actúa como corista; la última frase Feel good («Sentir bien») la interpreta sin instrumentación. «Nobody Knows Me» es la quinta pista, que se caracteriza por la voz tratada con vocoder. Se acompaña de sintetizadores que emiten pitidos y una parte con percusiones fuertes. El título se repite constantemente mientras la cantante hace referencia a una Social disease («Enfermedad social»). Un tema recurrente de American Life es la introducción con guitarra acústica en las canciones, característica que se repite en el sexto tema, «Nothing Fails». La guitarra se acompaña de una sección de percusiones «ligeras» y una voz tenue de Madonna. La canción también hace uso de un violonchelo en la primera parte y un coro de iglesia en la segunda. En el tema le dice a su amante que él es el indicado y que su encuentro no fue algo del azar. Se hace una referencia al «árbol de la vida» y Madonna afirma que I'm not religious («No soy religiosa»), pero el amor que siente la hace querer rezar.
Guitarras acústicas introducen la séptima pista, «Intervention». Comienza con una secuencia menor de tres acordes la cual cambia a una de cuatro durante el estribillo, para dar paso a una sección de bajo al final de la pista. Líricamente, la canción es optimista y cuenta como una relación puede perdurar, pues Madonna dice: I know the road looks lonely but that's just Satan's game («Sé que el camino se ve solitario, pero esa es la treta de Satanás»). «X-Static Process», el octavo tema, también comienza con guitarras acústicas y durante toda la melodía se escuchan voces en armonía y una parte con un órgano. Como el primer tema, también cuestiona la vida moderna, por frases como Jesus Christ will you look at me?, don't know who I'm supposed to be («Jesucristo, ¿me mirarás?, no se quién se supone que debo ser»). «Mother and Father» es la novena pista, con unas pulsaciones de percusiones y bajo sincronizadas con una guitarra eléctrica. La letra refleja la infancia de Madonna, la muerte de su madre y la reacción de su padre, así como el efecto que tuvo en su relación. La décima canción, «Die Another Day», contiene partes con sintetizadores y cuerdas prominentes, además de que también forma parte de la banda sonora de la película del mismo nombre. La undécima y última pista del álbum, «Easy Ride», es una canción fuertemente orientada hacia los instrumentos de cuerda. Aquí Madonna revela sus sentimientos hacia la vejez, al decir que quiere vivir para siempre, y llegar a un punto de su vida donde pueda estar cómoda.

## Diseño, portada y lanzamiento
Para 2003, Madonna sugirió que tenía un «humor revolucionario», lo que llevó a la prensa a especulaciones sobre un posible cambio de estilo. Aún recuperándose del fracaso comercial de Swept Away, Madonna cambió su imagen para parecerse a un soldado, inspirada por las fotografías del guerrillero argentino Ernesto Che Guevara. El equipo de diseño francés M/M Paris (Michael Amzalag y Mathias Augustyniak) fueron los responsables del diseño y la portada de American Life. El dúo es conocido por sus colaboraciones con otros músicos y Madonna los contrató luego de discutir el concepto por solo seis minutos. En enero de 2003, Craig McDean dirigió la sesión fotográfica del álbum en Los Ángeles, con un costo de US$ 415 000. McDean ya había trabajado con la intérprete para la portada de Vanity Fair de octubre de 2002; estas fotos tienen una temática militar, donde se observa a Madonna posando con ropa color negro y verde oscuro, botas de combate y armas.

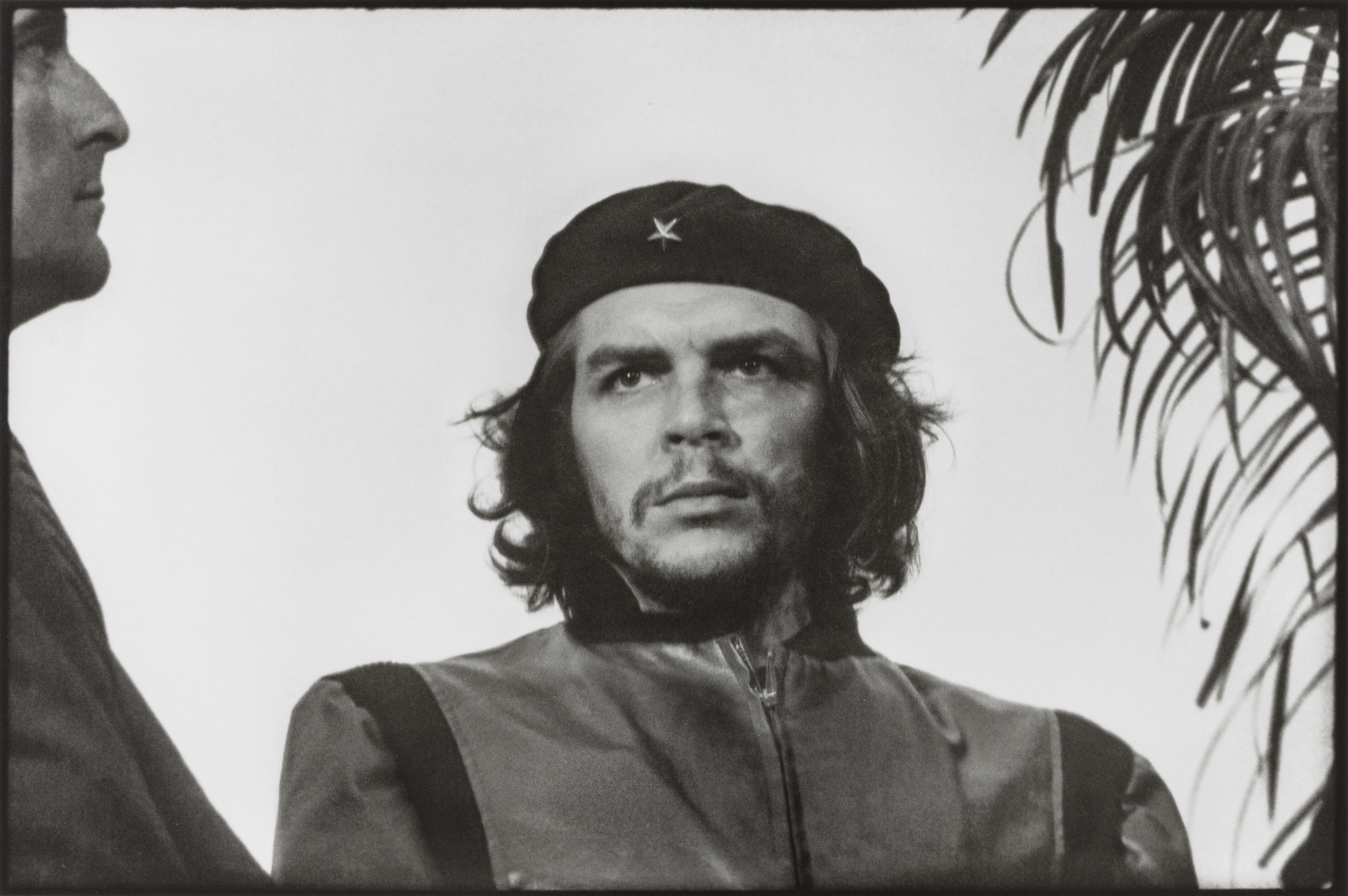
El líder guerrillero argentino Che Guevara es considerado la principal inspiración detrás del diseño del álbum. Una semblanza a la famosa foto del Guerrillero Heroico (fotografía) se utilizó como portada

Como en el álbum de 1989, Like a Prayer, Madonna tiñó su cabello de color castaño oscuro para darle «seriedad», y para la portada utilizó una boina en un intento de resucitar la famosa fotografía del Guerrillero Heroico de Guevara. En una entrevista con la revista Veja, describió a Guevara como «un ícono instantáneamente identificado como un espíritu revolucionario. Eso va para todo el álbum: el momento actual, estoy en un estado mental revolucionario». Santiago Fouz-Hernández escribió en su libro Madonna's Drowned Worlds: New Approaches to Her Subcultural Transformations, que la inclusión de Guevara como una inspiración para la portada es uno de los muchos ejemplos de cómo Madonna incorpora la identidad hispana y la subcultura latina en su obra. Debido a la temática paramilitar, el cabello teñido y la composición artística, se le comparó a las fotografías de la heredera Patty Hearst luego de su secuestro en 1974. La portada también contenía una tipografía estarcida con estilo militar. Las palabras «American Life» estaban escritas en un color rojo sangre y tenían un estilo punk-rock. Dentro del folleto del disco, se le observa empuñando un subfusil Uzi, y en distintas poses de artes marciales que deletrean su nombre. A finales de 2003, había eliminado su imagen militar por completo, y siguió otra imagen sutil y de bajo perfil similar a una escritora y filántropa.
En una entrevista con Larry King en octubre de 2002, la intérprete dijo que quería darle un nombre en hebreo al álbum. Había considerado Ein Sof, que significa «infinidad». Sin embargo, mientras los meses transcurrían y el disco se convirtió más en una meditación sobre lo difícil que es llevar una vida espiritual en la industria del glamur, cambió el título a Hollywood, y afirmó que era «un reflejo de mi estado mental y un vistazo al mundo del presente». Aun así, no se sentía satisfecha con el nombre, y finalmente eligió American Life.
American Life es el segundo álbum de Madonna que llevó la etiqueta de Parental Advisory, luego de Erotica (1992), debido al lenguaje soez utilizado en la primera canción. El álbum salió a la venta en los Estados Unidos el 22 de abril de 2003 y ocho meses más tarde, Warner Music France lanzó una caja recopilatoria que incluía el disco y el álbum de remezclas Remixed & Revisited, con una portada de cartón llamada Édition Spéciale 2CDs: American Life + Remixed & Revisited. Para contar las descargas ilegales de las canciones del álbum antes y después de su lanzamiento, los socios de la cantante crearon varios archivos en formato MP3 de tamaño y duración similares. Algunos de estos archivos contenían un breve mensaje de Madonna diciendo «What the fuck do you think you're doing?» («¿Qué demonios crees que estás haciendo?»), seguido de minutos de silencio. Un hacker atacó el sitio web de Madonna y colocó un mensaje en la página principal que decía «This is what the fuck I think I'm doing» («Esto es lo que creo que estoy haciendo») seguido de enlaces de descarga para cada canción del disco. Después del ataque, el sitio Madonna.com permaneció cerrado por 15 horas. Liz Rosenberg, portavoz de Madonna, le informó a The Smoking Gun que el incidente había sido un ataque y no una estrategia publicitaria. Fue relacionado con Phrack, una revista en línea para hackers cuyos representantes aclararon que «no tenemos [ninguna] relación con este [hacker] de ninguna forma, y no conocemos su identidad». Al sitio de Madonna también le añadió una referencia a la Digital Millennium Copyright Act (DMCA), la ley federal que tenía como objetivo acabar con la piratería digital. Además colocaron una propuesta de matrimonio a Morgan Webb, el anfitrión de un programa sobre tecnología llamado The Screen Savers.

## Recepción

### Crítica
American Life recibió reseñas variadas de los críticos profesionales, obtuvo una puntuación de 60/100  en el sitio web de críticas Metacritic, basado en diecisiete reseñas. Michael Paoletta de Billboard destacó de manera positiva las diferencias líricas de álbumes pasados como Ray of Light: «American Life depende menos de la introspección espiritual y más de la confrontación de tipo mujer enfrente del espejo». En general, Ken Tucker de Entertainment Weekly lo reseñó de manera favorable, afirmó que en su mejor momento el álbum ofrece música franca, decisiva y que indaga, pero su punto débil era Madonna sonando como una chica cuya felicidad con su marido y sus hijos ha crecido, así como su habilidad para contratar gente que le ayude a hacer sus declaraciones. Por su parte, Dimitri Ebrlich de Vibe le dio una reseña positiva y mencionó que Madonna «se para firme» en el álbum y comentó: «Puede que esta sea la primera vez que Madonna no se ha presionado para explorar nuevos territorios, pero al menos escogió un buen lugar donde descansar». En su reseña, la revista chilena Cultura y Tendencias destacó el diseño del álbum, además de mencionar: «El disco contiene once muy buenos temas que cumplen con la expectativa de un sonido asertivo y letras inquietas». Sal Cinquemani de Slant Magazine le dio una crítica variada, declaró que American Life no es una «obra maestra» comparada a su álbum de estudio de 1992 Erotica. Añadió: «Frecuentemente es auto-indulgente, equivocado, difícil de escuchar, tonto y sin sentido del humor, pero también es consistente, intransigente y sin complejos», y finalizó con la deducción de que American Life es la última vez que Madonna hizo música sin el objetivo principal de crear un éxito. En una reseña anterior, Cinquemani concluyó que luego de haber pasado años entre subgéneros y finalmente hallar su nicho en la música electrónica, ahora se mostraba como una prometedora cantante de folk-rock, y la única cosa que le faltaba por hacer es un álbum totalmente rock.
Ben Ratliff de Rolling Stone le dio tres estrellas de cinco y resumió que los mensajes del álbum eran austeros, pero felicitó a Madonna por hablar sobre la entonces situación actual de Estados Unidos. Johny Davis de NME le dio una calificación de 7/10, y escribió que técnicamente el álbum sonaba bien, pero en sí se sentía como una secuela innecesaria de otros proyectos de Madonna como Ray of Light y Music. En el sitio Allmusic, Stephen Thomas Erlewine redactó que American Life era mejor por lo que prometía que por lo que entregaba, y que era mejor en la teoría que en la práctica. De manera similar, el sitio web Jenesaispop publicó: «Aunque valiente y absolutamente reivindicable como rareza y como momento fundamental de la carrera de Madonna,[...] resulta mejor en sus intenciones que en sus resultados»; le otorgó una calificación de 6,5/10. Kelefa Sanneh de Blender le dio tres estrellas de cinco: «Igual de desarticulado que Music y mucho más severo ... Sin ninguna historia convincente de respaldo, sus canciones se ven disminuidas». Dorian Lynskey de Q también le otorgó tres estrellas de cinco y afirmó que «"Nothing Fails", es la pieza central del álbum, un buen número de espectáculo como "Live to Tell" ... [pero] no hay duda de que un disco sobre sentirse confundido termina sonando confuso».
Jon Pareles de The New York Times sintió que Madonna intentó ser honesta con el concepto del sueño americano, pero terminó produciendo canciones parecidas al «folk psicobable» de compositores como Jewel. James Hannaham de Spin comparó los temas introspectivos del álbum con sus trabajos previos como Ray of Light y Music, y también notó que Madonna pasaba mucho tiempo lamentando lo vacío que es la cultura de las celebridades. Alexis Petridis de The Guardian respondió bien a algunas partes del disco y dijo: «Los mejores temas de American Life hacen que virtualmente toda la música pop actual sea una burla»; sin embargo, en la reseña concluyó que no había suficientes canciones buenas para salvar el álbum. Jessica Winter de The Village Voice describió la voz de Madonna como «redundante» y comentó que «ironiza "el sueño americano" solo para lanzar un piropo a su esposo inglés y articular una frustración vaga pero fiera de su atrozmente privilegiada posición en este mundo». Por su parte, José M. Diez de Muzikalia concluyó: «Las composiciones de American Life parecen los descartes de tus dos trabajos anteriores. Salvo "Nobody Knows Me" y la conocida "Die Another Day"... el resto huele muy mal». Ed Howard de Stylus Magazine le dio una crítica negativa y mencionó que era un álbum «sobre Madonna» en vez de la cultura estadounidense, y explicó: «es Madonna quien, sorpresivamente, simplemente se ha quedado sin cosas que decir». Finalmente, Ian Young de la BBC también le dio una reseña negativa, al decir que «las melodías son blandas y débiles, las letras carecen de inspiración y son auto-absorbidas y la música de fondo semi-Ibiza es vacía y reciclada— y estamos convencidos de que ha perdido su toque».

### Comercial

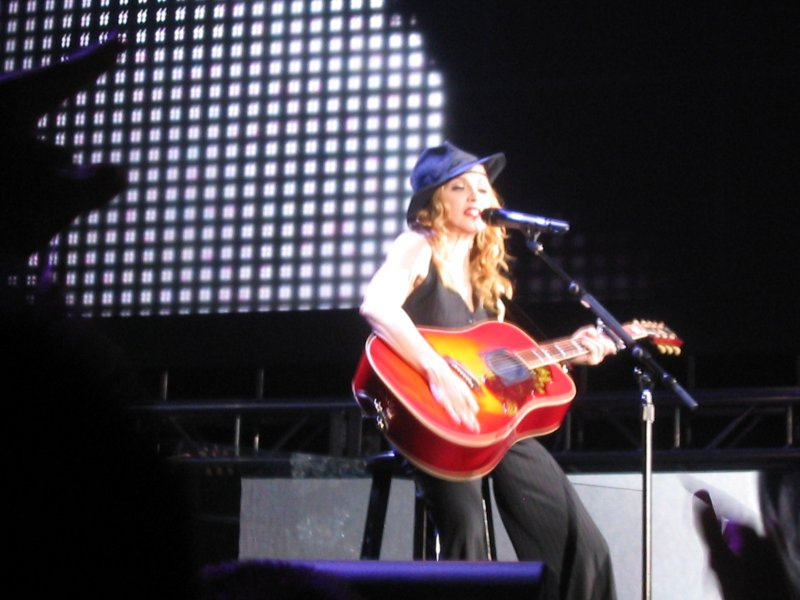
Madonna interpretando «Nothing Fails», el tercer sencillo y sexta pista del álbum, durante la gira Re-Invention World Tour

Luego de su lanzamiento, American Life debutó en el número uno del Billboard 200 con 241 000 copias vendidas en su primera semana. Esta cifra fue menor a la de su álbum anterior, Music, el cual debutó con 420 000 unidades en 2000, aunque fue el único que vendió más de 200 000 ejemplares esa semana. Fue el segundo álbum número uno consecutivo de Madonna, y el quinto en general en los Estados Unidos. La siguiente semana, sus ventas cayeron un 62 % a 91 000 copias, y bajó hasta la octava posición. La disminución continua de sus ventas provocó que descendiera posiciones hasta salir completamente del Billboard 200. En septiembre de 2003, luego de la presentación de Madonna en los MTV Video Music Awards, el álbum aumentó sus ventas en un 19 %, pero no regresó al listado. El 7 de julio de 2003, casi tres meses después de su lanzamiento, la Recording Industry Association of America (RIAA) lo certificó con un disco de platino por ventas mayores al millón de copias en Estados Unidos. De acuerdo a Nielsen SoundScan, es su segundo álbum de estudio menos vendido en este país, solo después de MDNA (2012), que en octubre de 2012 solo había distribuido 680 000 ejemplares. En la lista de fin de año de Billboard se posicionó en el número 125. En Canadá, el 10 de mayo de 2003 debutó en la cima del Canadian Albums Chart con ventas de 18 000 copias. Según Nielsen SoundScan, esta suma fue considerablemente menor a la de sus lanzamientos anteriores —Ray of Light (1998) y Music (2000)—, los cuales debutaron con 59 000 y 50 000 unidades, respectivamente. Un mes más tarde ganó un disco de platino de la Canadian Recording Industry Association (CRIA), por distribuir más de 100 000 copias.
En el Reino Unido, American Life debutó en la primera posición del UK Albums Chart, con 65 013 ejemplares vendidos, una cifra mucho menor que Music, que ingresó con 151 891 unidades. La siguiente semana descendió al puesto tres, debajo de Justified de Justin Timberlake y Elephant de The White Stripes. Continuó descendiendo al puesto cinco en su tercera semana y para la quinta ya había salido de las primeras diez posiciones. Estuvo dentro de la lista un total de diecinueve semanas, y finalizó en el número cincuenta y dos de las listas de fin de año del Reino Unido. Para julio de 2008 había vendido 335 115 copias y obtuvo un disco de platino de la British Phonographic Industry (BPI). Además, el álbum llegó a la cima de las listas de Austria, Bélgica (Flandes), Bélgica (Valonia), Dinamarca, Francia, Italia, Noruega, Suecia y Suiza. La Federación Internacional de la Industria Fonográfica (IFPI) le otorgó un disco de platino por comercializar más de un millón de copias en Europa. El lanzamiento también obtuvo un disco de platino en países como Francia, Rusia y Suiza, y disco de oro en Brasil, Grecia y los Países Bajos.
En Japón, el álbum llegó al puesto cuatro de la lista de Oricon, y permaneció dentro de ella por trece semanas; obtuvo un disco de oro por parte de la Recording Industry Association of Japan (RIAJ) luego de distribuir más de 100 000 unidades. En Australia, American Life llegó hasta la tercera posición, antes de descender rápidamente de la lista oficial. Sin embargo, obtuvo un disco de platino de la Australian Recording Industry Association (ARIA) por ventas que superan las 70 000 copias. En total, American Life fue el 32° álbum más vendido de 2003, con ventas superiores a los cinco millones de ejemplares.

## Promoción

### Sencillos

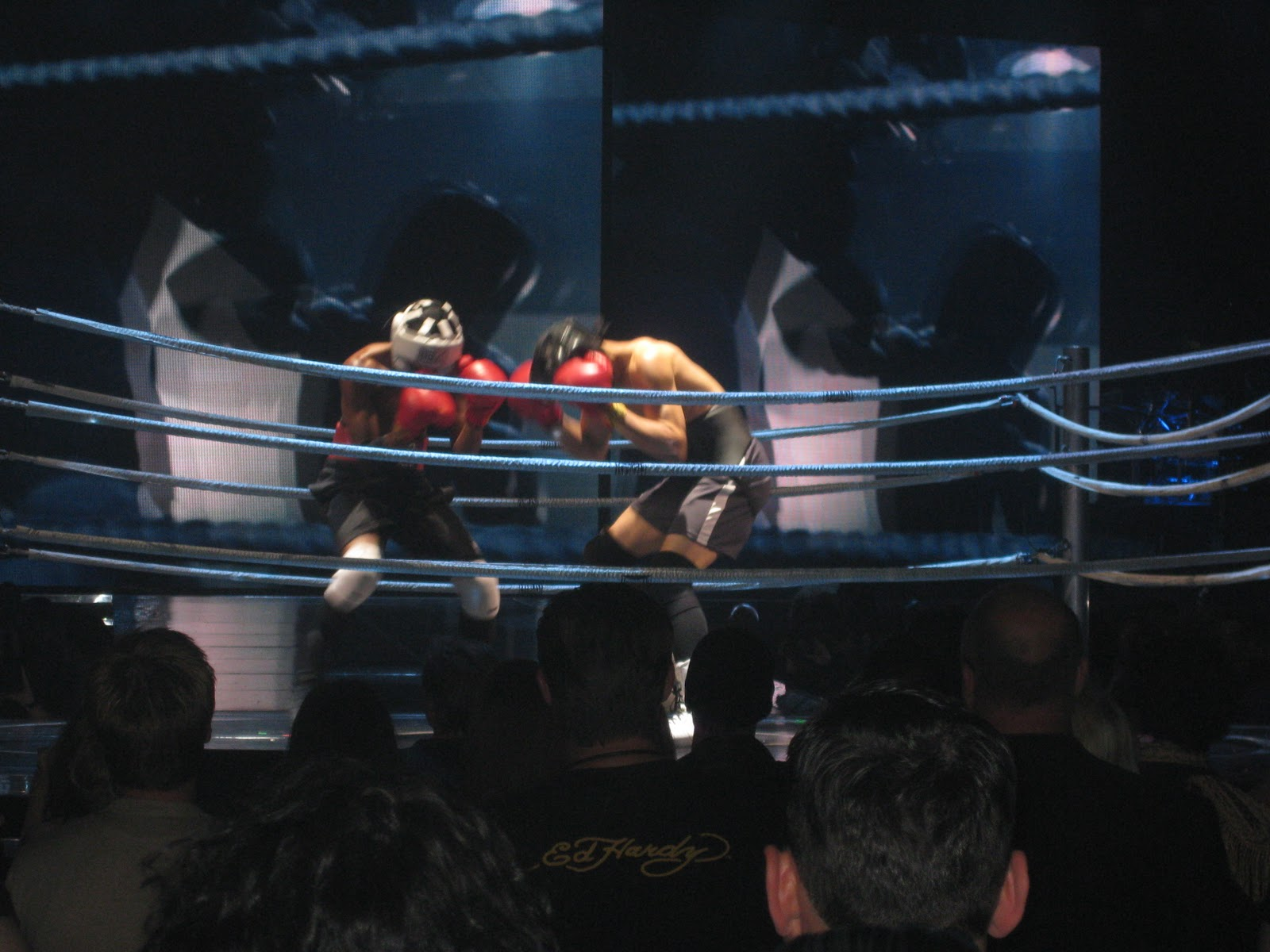
El vídeo interludio de «Die Another Day» durante la gira Sticky & Sweet Tour (2008-2009). La canción fue incluida en American Life y logró alcanzar el número ocho en Estados Unidos

Precediendo al lanzamiento del álbum, «Die Another Day» fue el primer sencillo de la banda sonora de la película Die Another Day; posteriormente fue añadida al álbum. Salió a la venta el 22 de octubre de 2002 y llegó al puesto número ocho en los Estados Unidos y al tres en el Reino Unido. El costo de la producción del video sobrepasó los seis millones de dólares, el segundo video más caro de la historia, solo superado por «Scream» de Michael Jackson y Janet Jackson. «American Life» fue lanzado como el sencillo principal del álbum el 8 de abril de 2003 en Estados Unidos, y el 14 de abril en Europa. Blender la nombró la novena peor canción de todos los tiempos. Para este se realizaron dos videos musicales. El primero muestra un desfile de modas donde la guerra es el tema principal, y al final aparece el entonces presidente George W. Bush. El contenido antiguerra de su video se interpretó como algo antipatriótico, por lo que Madonna lo retiró de los canales de música estadounidenses. También lanzó un comunicado donde aclaró que tomó esa decisión porque creía que no era apropiado transmitirlo en esa época, y no quería arriesgarse a ofender a cualquiera que pudiera malinterpretar su significado. Más tarde, filmó un segundo video donde aparece vestida con ropa militar y cantando enfrente de las banderas del mundo. El sencillo debutó en el número noventa del Billboard Hot 100, y llegó hasta el treinta y siete, el 45° sencillo de Madonna que estuvo dentro de las primeras cuarenta posiciones. La canción también llegó a la posición dos en el Reino Unido, siete en Austria y Australia, y diez en Francia y Alemania.
El segundo sencillo, «Hollywood», lanzado el 3 de julio de 2003 en Europa y el 8 de julio en los Estados Unidos, no logró ingresar al Hot 100, el primer sencillo de Madonna en veinte años que no lo hizo desde «Burning Up» (1983). No obstante, alcanzó las primeras cinco posiciones de las listas de Canadá, Italia y el Reino Unido. «Nothing Fails» se publicó el 28 de octubre de 2003 como el tercer sencillo. Aunque tuvo un éxito limitado, no pudo igualar a los lanzamientos previos de American Life, y solo llegó a las diez primeras posiciones de las listas de Canadá y España. A finales de 2003, fue remezclado como «Nothing Fails (Nevins Mix)» para el EP de remezclas Remixed & Revisited; esta versión llegó al número siete de las listas italianas. «Love Profusion» fue el cuarto y último sencillo del álbum, salió al mercado el 8 de diciembre de 2003. Estuvo dentro de las primeras diez posiciones en Grecia, Italia y Canadá, su 13° éxito consecutivo en el top 10 canadiense, y el quinto del álbum. También debutó en el número once del UK Singles Chart, el sexto sencillo de Madonna que no ingresó dentro de las primeras diez posiciones, y el primero desde «One More Chance» (1996). Los sencillos promocionales, «Nobody Knows Me» y «Mother and Father», se volvieron muy exitosos en los clubes nocturnos de Estados Unidos, y llegaron al número cuatro y nueve del Hot Dance Club Songs, respectivamente. American Life fue el primer álbum con siete sencillos en el top 10 de dicha lista.

### Presentaciones en directo y gira

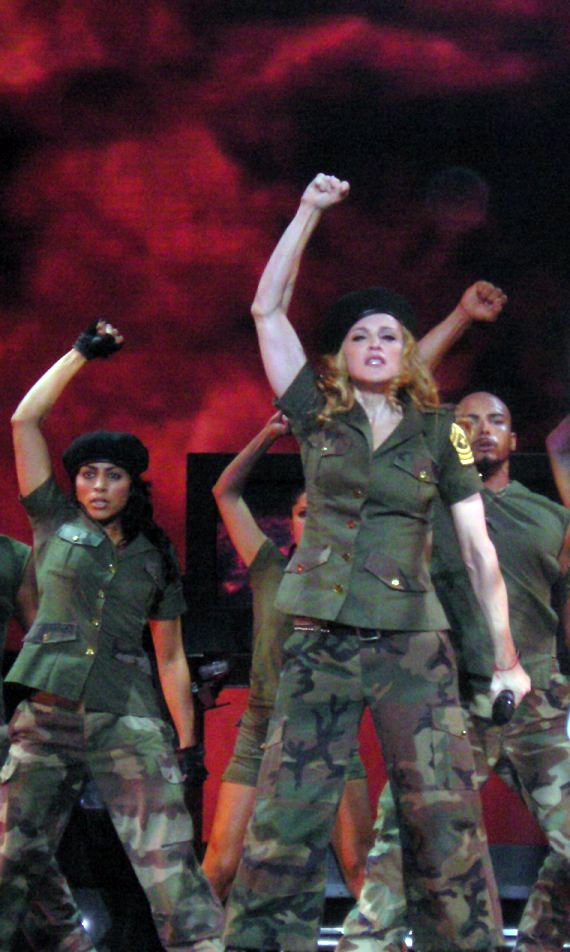
Madonna interpretando «American Life», el primer tema y sencillo del álbum, durante el Re-Invention World Tour

Para empezar a promocionar el álbum, Madonna se embarcó en una gira promocional. Una de estas presentaciones, hecha en los estudios de Total Request Live en Nueva York, se transmitió en MTV como un especial llamado Madonna on Stage & on the Record. Con Carson Daly como anfitrión, cantó varios temas del álbum y respondió preguntas hechas por el público. Madonna también se presentó en una tienda de HMV en Oxford ante 500 asistentes, y en la Tower Records de Manhattan para un público de 400 personas. Para sus interpretaciones se construyó un escenario con cortinas largas y oscuras y altavoces grandes, lo suficiente para que miles de seguidores en las cercanías pudiesen escuchar las presentaciones. El 27 de agosto de 2003, Madonna abrió los MTV Video Music Awards 2003 junto a Britney Spears y Christina Aguilera, con un popurrí de «Like a Virgin» y «Hollywood». La rapera Missy Elliott también presentó su canción «Work It» a mitad del número. Luego de «Hollywood», Madonna besó en los labios a Spears y Aguilera, uno de los momentos más controvertidos en la historia de la televisión. En 2003, Madonna planeó el lanzamiento de una caja recopilatoria especial para celebrar su 20° aniversario en la industria musical y el lanzamiento de su primer álbum de estudio, Madonna (1983). El plan para la caja recopilatoria fue cancelado, y en su lugar se publicó Remixed & Revisited. Esta compilación contenía remezclas de cuatro pistas de American Life y el tema inédito «Your Honesty».
En 2003, Madonna colaboró con el fotógrafo Steven Klein para una instalación llamada X-STaTIC PRo=CeSS. La instalación mostró a Madonna en diferentes encarnaciones de sus prácticas espirituales — de yogui a profeta, de reina a friki y pole dancer. La publicación fue un éxito mundial y el proyecto se exhibió en varias ciudades como Nueva York, Londres, París, Düsseldorf, Berlín y Florencia. Luego de que culminaron, Madonna estaba inspirada por las imágenes de las exhibiciones y decidió incorporarlas en su siguiente gira, y le pidió ayuda a Klein para dicha tarea. Fue entonces cuando comenzó a desarrollar lo que sería su sexta gira de conciertos llamada Re-Invention World Tour. El póster utilizado para el tour era una de las imágenes de la instalación, donde se observa a Madonna con un vestido al estilo del siglo XVII, arrastrándose a cuatro patas hacia la cámara. El tema central del espectáculo era la unidad contra la violencia. Se dividió en cinco actos con distintas temáticas: Barroco francés, Militar-Armada, Circo-Cabaret, Acústico y Escocés. Durante los Premios Q, Elton John acusó a Madonna de utilizar sincronía de labios en sus conciertos, lo cual generó gran controversia, pero fue negado por los representantes de la intérprete. Aunque se pensaba que la gira Musicology Live 2004ever de Prince sería el tour más exitoso de 2004, Billboard Boxscore reveló que la gira vendió todas las localidades de 55 de los 56 espectáculos y generó ganancias de US$ 125 millones. En los Billboard Touring Awards de 2004, el Re-Invention World Tour recibió el premio a la mejor gira, mientras que Caresse Henry fue nombrada la mejor agente de giras. En 2005, se lanzó un documental titulado I'm Going to Tell You a Secret, en el cual se narran los acontecimientos más importantes de la gira.

## Premios y nominaciones
| Año  | Trabajo nominado  | Premios                | Categoría                            | Resultado |
| ---- | ----------------- | ---------------------- | ------------------------------------ | --------- |
| 2004 | «Die Another Day» | Premios Grammy         | Mejor grabación dance                | Nominado  |
| 2004 | «Die Another Day» | Premios Grammy         | Mejor video musical de formato corto | Nominado  |
| 2003 | «Die Another Day» | MTV Video Music Awards | Mejor video de una película          | Nominado  |
| 2004 | American Life     | Hungarian Music Awards | Álbum pop internacional del año      | Nominado  |
| 2005 | American Life     | Hungarian Music Awards | Álbum pop internacional del año      | Nominado  |
| 2004 | American Life     | NRJ Music Awards       | Mejor álbum internacional            | Nominado  |

## Lista de canciones
| N.º   | Título              | Escritor(es)                          | Productor(es)                         | Duración |  |
| 1.    | «American Life»     | Madonna, Mirwais Ahmadzaï             | Madonna, Ahmadzaï                     | 4:58     |  |
| 2.    | «Hollywood»         | Madonna, Ahmadzaï                     | Madonna, Ahmadzaï                     | 4:24     |  |
| 3.    | «I'm So Stupid»     | Madonna, Ahmadzaï                     | Madonna, Ahmadzaï, Mark «Spike» Stent | 4:09     |  |
| 4.    | «Love Profusion»    | Madonna, Ahmadzaï                     | Madonna, Ahmadzaï                     | 3:38     |  |
| 5.    | «Nobody Knows Me»   | Madonna, Ahmadzaï                     | Madonna, Ahmadzaï                     | 4:39     |  |
| 6.    | «Nothing Fails»     | Madonna, Guy Sigsworth, Jem Griffiths | Madonna, Ahmadzaï, Stent              | 4:49     |  |
| 7.    | «Intervention»      | Madonna, Ahmadzaï                     | Madonna, Ahmadzaï                     | 4:54     |  |
| 8.    | «X-Static Process»  | Madonna, Stuart Price                 | Madonna, Ahmadzaï                     | 3:50     |  |
| 9.    | «Mother and Father» | Madonna, Ahmadzaï                     | Madonna, Ahmadzaï                     | 4:33     |  |
| 10.   | «Die Another Day»   | Madonna, Ahmadzaï                     | Madonna, Ahmadzaï                     | 4:38     |  |
| 11.   | «Easy Ride»         | Madonna, Monte Pittman                | Madonna, Ahmadzaï                     | 5:05     |  |
| 49:39 |                     |                                       |                                       |          |  |

## Créditos y personal
| - Madonna: voz. - Mirwais Ahmadzaï: guitarra acústica, teclado, Programación, voz. - Mike «Spike» Stent: productor. - Stuart Price: piano, sintetizadores, teclado, secuencia, programación. - Michel Colombier: compositor, conductor, arreglo de cuerdas. - The London Community Gospel Choir: voz. - Monte Pittman: guitarra, compositor. - Jem Griffiths: compositor. - Guy Sigsworth: compositor. | - George Foster: ingeniero de cuerdas. - Rob Haggett: ingeniero asistente. - Tom Hannen: ingeniero asistente. - Jeff Kanan: ingeniero asistente. - Tim Lambert: ingeniero asistente. - Gabe Sganga: ingeniero asistente. - David Treahearn: ingeniero asistente. - Tim Young: masterización. - Craig McDean: fotografía. |

Créditos y personal adaptados del folleto del álbum.

## Listas de popularidad
| Lista (2003)                        | Posición |
| ----------------------------------- | -------- |
| Alemania (Media Control Charts)     | 1        |
| Australia (ARIA Charts)             | 3        |
| Austria (Ö3 Austria Top 40)         | 1        |
| Bélgica — Flandes (Ultratop 50)     | 1        |
| Bélgica — Valonia (Ultratop 50)     | 1        |
| Canadá (Canadian Albums Chart)      | 1        |
| Dinamarca (IFPI)                    | 2        |
| España (Promusicae)                 | 2        |
| Estados Unidos (Billboard 200)      | 1        |
| Finlandia (Suomen virallinen lista) | 2        |
| Francia (SNEP)                      | 1        |
| Grecia (IFPI)                       | 2        |
| Irlanda (Irish Albums Chart)        | 6        |
| Italia (FIMI)                       | 1        |
| Japón (Oricon)                      | 4        |
| Noruega (VG-lista)                  | 1        |
| Nueva Zelanda (RIANZ)               | 2        |
| Países Bajos (MegaCharts)           | 3        |
| Polonia (Polish Music Charts)       | 4        |
| Portugal (Hit List Portugal)        | 10       |
| Reino Unido (UK Albums Chart)       | 1        |
| Suecia (Sverigetopplistan)          | 1        |
| Suiza (Schweizer Hitparade)         | 1        |

| Lista (2003)                        | Posición |
| ----------------------------------- | -------- |
| Austria (Ö3 Austria Top 40)         | 58       |
| Bélgica — Flandes (Ultratop 50)     | 30       |
| Bélgica — Valonia (Ultratop 40)     | 21       |
| Dinamarca (IFPI)                    | 49       |
| Estados Unidos (Billboard 200)      | 125      |
| Finlandia (Suomen virallinen lista) | 27       |
| Francia (SNEP)                      | 20       |
| Hungría (Mahasz)                    | 47       |
| Italia (FIMI)                       | 35       |
| Países Bajos (MegaCharts)           | 63       |
| Reino Unido (UK Albums Chart)       | 52       |
| Suecia (Sverigetopplistan)          | 67       |
| Suiza (Schweizer Hitparade)         | 16       |

## Certificaciones
| País (organismo certificador) | Certificación | Ventas  |
| ----------------------------- | ------------- | ------- |
| Alemania (BVMI)               | Platino       | 200 000 |
| Australia (ARIA)              | Platino       | 70 000  |
| Bélgica (IFPI)                | Oro           | 15 000  |
| Brasil (ABPD)                 | Oro           | 100 000 |
| Canadá (CRIA)                 | Platino       | 100 000 |
| Dinamarca (IFPI)              | Oro           | 20 000  |
| Estados Unidos (RIAA)         | Platino       | 1 000   |
| Francia (SNEP)                | Platino       | 300 000 |
| Grecia (IFPI)                 | Oro           | 10 000  |

| País (organismo certificador) | Certificación | Ventas  |
| ----------------------------- | ------------- | ------- |
| Hungría (MAHASZ)              | Platino       | 20 000  |
| Japón (RIAJ)                  | Oro           | 100 000 |
| Países Bajos (NVPI)           | Oro           | 30 000  |
| Reino Unido (BPI)             | Platino       | 300 000 |
| Rusia (NFPP)                  | Platino       | 10 000  |
| Suecia (IFPI Suecia)          | Oro           | 20 000  |
| Suiza (IFPI Suiza)            | Platino       | 10 000  |
| Unión Europea (IFPI)          | Platino       | 1 000   |

## Historial de lanzamientos
| Región         | Fecha               | Formato          | Discográfica |
| -------------- | ------------------- | ---------------- | ------------ |
| Estados Unidos | 21 de abril de 2003 | Descarga digital | Warner Bros. |
| Reino Unido    | 21 de abril de 2003 | Descarga digital | Warner Bros. |
| Canadá         | 22 de abril de 2003 | CD               | Warner Bros. |
| Japón          | 22 de abril de 2003 | CD               | Warner Bros. |